# Аару
Полетата на Аару (още Яру, Иару, Аалу) в египетската митология са райските подземия, където царувал бог Озирис. Само на души, които били по-леки от Ма'ат (символично представено като перо) било позволено да започнат дълго и изпълнено с препятствия пътешествие към Аару, за да съществуват за цяла вечност.
Разположен на изток, откъдето изгрява слънцето, мястото Аару е описвано като безкрайна поредица от острови, покрити с тръстикови полета, много наподобяващи тези по поречието на р. Нил: идеални земи за лов и риболов. Тези, на които след смъртта им било разрешено да живеят там, често били наричани „вечно живеещите“, а другите, отхвърлени заради тежестта на греховете им, били обречени да изстрадат „втора смърт“.
Представата за Аару вероятно има връзка и с Шумерските низини, откъдето е дошъл „чуждият елит“, запалвайки искрата на египетската култура.